# Rifugio Storžič
Il Rifugio Storžič è un rifugio situato nel comune di Tržič in Slovenia, a 1.123 m s.l.m.

## Percorsi
- 2h: da Tržič (Lom pod Storžičem)
- 3½h: dalla foresta Shelter
- 3½-4h: da Jezersko

## Cime nelle vicinanze
- 3h: Stegovnik (1692 m), via Mount Javornik
- 3½h: Storžič (2132 m), via Psice Ridge
- 3½h: Storžič (2132 m), via Škar Crag
- 3h: Storžič (2132 m), via Žrelo Gorge

## Rifugi nelle vicinanze
- 3h: al rifugio Monte Križe(Koča na Kriški gori; 1471 m)
- 2½h: al rifugio Kališče